# Tokary (województwo dolnośląskie)
Tokary – wieś w Polsce położona w województwie dolnośląskim, w powiecie wrocławskim, w gminie Długołęka.

## Podział administracyjny
W latach 1975–1998 miejscowość położona była w województwie wrocławskim.

## Nazwa
Według niemieckiego językoznawcy Heinricha Adamy’ego nazwa pochodzi od polskiej nazwy na czynność "toczenia" jaką wykonuje tokarz. W swoim dziele o nazwach miejscowych na Śląsku wydanym w 1888 roku we Wrocławiu wymienia jako najwcześniej zanotowaną nazwę miejscowości Tokarz podając jej znaczenie "Drechslerdorf" czyli po polsku "Wieś tokarzy". Pierwotna nazwa została później przez Niemców zgermanizowana na Dockern i utraciła swoje znaczenie.
Polską nazwę Tokary oraz zgermanizowaną Dockern wymienia w 1896 roku śląski pisarz Konstanty Damrot w książce o nazewnictwie miejscowym na Śląsku. Damrot w swojej książce wymienia również zapisy w historycznych dokumentach z 1288 roku Tokar oraz z 1292 roku Tockar.